# Body Shots
Body Shots es una película estadounidense de 1999 en la que se narra la noche de juerga, alcohol y desenfreno de ocho veinteañeros solteros. Dirigida por Michael Cristofer y escrita por David McKenna; el productor ejecutivo es el actor Michael Keaton.

## Reparto
- Sean Patrick Flanery...Rick Hamilton
- Jerry O'Connell...Michael Penorisi
- Amanda Peet...Jane Bannister
- Tara Reid...Sara Olswang
- Ron Livingston...Trent
- Emily Procter...Whitney Bryant
- Brad Rowe...Shawn Denigan
- Sybil Temchen...Emma Cooper